# Rödgen (Delitzsch)
Rödgen ist ein Ortsteil der Großen Kreisstadt Delitzsch im Landkreis Nordsachsen des Freistaates Sachsen. Der Ort hat 225 Einwohner (2016).

## Lage
Der Ortsteil Rödgen liegt etwa vier Kilometer nordwestlich vom Stadtzentrum Delitzschs entfernt. Im Süden grenzt Rödgen an Schenkenberg, im Nordosten an die Bundesstraße 184 und östlich von Rödgen liegt Benndorf.

## Geschichte
1350 wurde Rödgen unter dem damaligen Namen Rotikin erstmals erwähnt. Die Grundherrschaft hatte bis 1747 das Rittergut Schenkenberg. Rödgen gehörte bis 1815 zum kursächsischen Amt Delitzsch. Durch die Beschlüsse des Wiener Kongresses kam der Ort zu Preußen und wurde 1816 dem Kreis Delitzsch im Regierungsbezirk Merseburg der Provinz Sachsen zugeteilt, zu dem er bis 1952 gehörte. Im Zuge der Kreisreform in der DDR von 1952 wurde Rödgen dem neu zugeschnittenen Kreis Delitzsch im Bezirk Leipzig zugeteilt, welcher 1994 im Landkreis Delitzsch aufging.
Am 20. Juli 1950 wurde Rödgen nach Schenkenberg eingemeindet. Am 1. Januar 1997 kam es zusammen mit Schenkenberg als Ortsteil zu Delitzsch. Rödgen gehört in die Kategorie des Straßendorfes zu der Sonderform Straßenangerdorf und hatte im Jahre 1895 eine Fläche von 494 ha.
Eine Sage erzählt über ein kleines Mädchen, das von dem Schenkwirt der Gaststube vom damaligen noch eigenständigen Dorf Kahlhausen aufgenommen wurde. Heute gibt es das Dorf Kahlhausen nicht mehr, denn es ist nun ein Teil von Rödgen, aber ein Straßenname erinnert daran.
Die Findlingin von Kahlhausen
Wir haben alle mindestens einen Vornamen. Ob er uns nun gefällt oder nicht – es wurden nicht gefragt. Unsere Eltern haben ihn uns gegeben. Der Namensgebung sind wohl keine Grenzen gesetzt. Nicht nur deutsche, auch englische, französische, russische oder dänische Vornamen werden heute gerne gegeben. Die Kinder können sich dagegen nicht wehren. In der Schule haben sie später anfangs mitunter Schwierigkeiten, ihren Namen richtig zu schreiben.
Der Volksmund ist da viel poetischer. Man denke nur an die Spitznamen, die manche Träger humorvoll ein ganzes Leben lang begleiten. Wir haben sie in Schenkenberg in der Dorfchronik festgehalten. Denn auch das gehört zur Volkskunde.
Vor mehr als 200 Jahren gab es bei uns ein Mädchen, das gar keinen Namen hatte, nicht einmal einen Familiennamen. Das kam, wie uns ein Kirchenbuch erzählt, so: " Den 19. Februar 1777 früh ward ein neu geborenes Mägdelein zu Kahlhausen in der Schenke – haußen im Fenster – in einer Schachtel frisch und gesund gefunden. Eine junge Mutter hatte es wohl ausgesetzt. Damals war es ja ein Makel, als Unverheiratete ein Kind zur Welt zu bringen. In den Augen der Einwohner war sie unmoralisch, was ihr oder ihr Leben lang nachgetragen wurde. Kahlhausen war früher ein selbständiges Dorf, später kam es zu Rödgen bei Delitzsch. Obwohl es nur aus wenigen Häusern bestand, hatte es eine Schenke. Diese hatte nicht nur eine Gaststube, sondern im Obergeschoss auch einen niedlichen Saal.
Das Haus, eines der ältesten im Ort, steht heute noch und beherbergt zwei Familien. Hier herrschte vor 200 Jahren ein ständiges Kommen und Gehen, führte doch die "Salzstraße" von Halle nach dem Osten in unmittelbarer Nähe vorbei. Deshalb wurde das Neugeborene wohl auch hier ausgesetzt. Nur gut, dass es auch damals schon mitleidige Menschen gab. Dazu gehörte auch Johann Christoph Thebis, Nachbar, Einwohner und Schenkwirt zu Kahlhausen. Er nahm das Kind zu sich und ließ es am nächsten Tag in der Kirche zu Schenkenberg auf den Namen Johanna Rosina taufen. Drei Taufzeugen standen Gefatter. Um dem Kind aber auch einen Zunamen zu geben, wurde es Findlingin getauft. Schade, dass es diesen poetischen Namen bei der Hochzeit verloren hat. Aber so erzählen auch Namen Heimatgeschichte.
(Quelle: LVZ Nordsächsische Rundschau aus den Jahren 1990 bis 1995)

## Einwohnerentwicklung
| Datum | Einwohner                                         |
| ----- | ------------------------------------------------- |
| 1551  | 23 besessene Mann                                 |
| 1747  | 26 besessene Mann, 1 Gärtner, 5 Häusler, 27 Hufen |
| 1818  | 322                                               |
| 1880  | 278                                               |
| 1895  | 271                                               |
| 1910  | 316                                               |
| 1925  | 325                                               |
| 1939  | 514                                               |
| 1946  | 419                                               |

## Bildung
In Rödgen befindet sich die Förderschule Rödgen, eine von zwei Bildungseinrichtungen der Stadt Delitzsch, zur schulischen Förderung von körperlich und geistig Behinderten.